# Le Mérévillois
Le Mérévillois község Franciaországban, Île-de-France régió Essonne megyéjében.
Új községként 2019. január 1-jén Méréville és Estouches egyesítésével jött létre. A két korábbi település delegált község státusszal az új község része lett. Lakosainak száma 3420 fő (2022. január 1.).

## Népesség
| Lakosok száma | 3347 | 3312 | 3305 | 3307 | 3364 | 3420 |
|               | 2017 | 2018 | 2019 | 2020 | 2021 | 2022 |